# 發光二極管

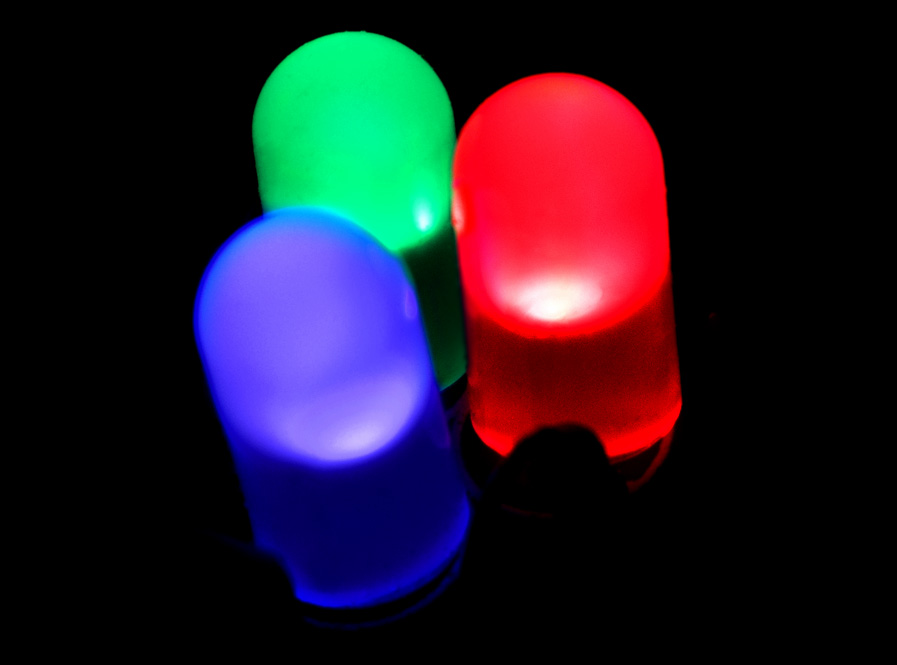
三顆不同顏色的LED

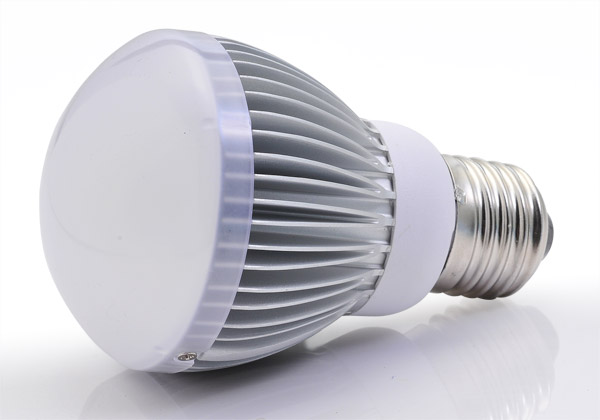
现代化绿色改造LED灯泡，有铝製散热器，光扩散圆顶，E27螺口的基座，内置市电變壓器。

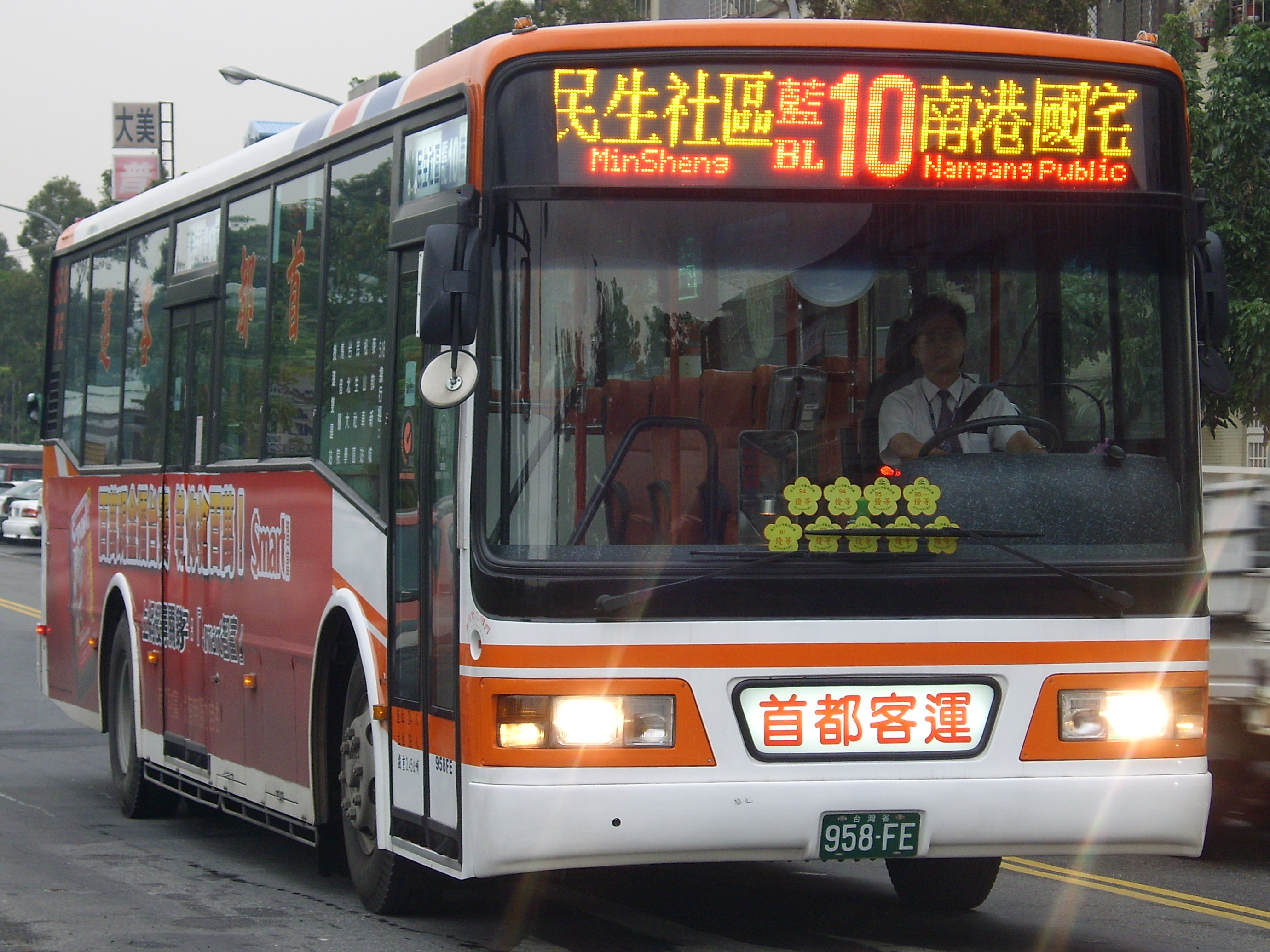
公共汽车的LED資訊顯示牌

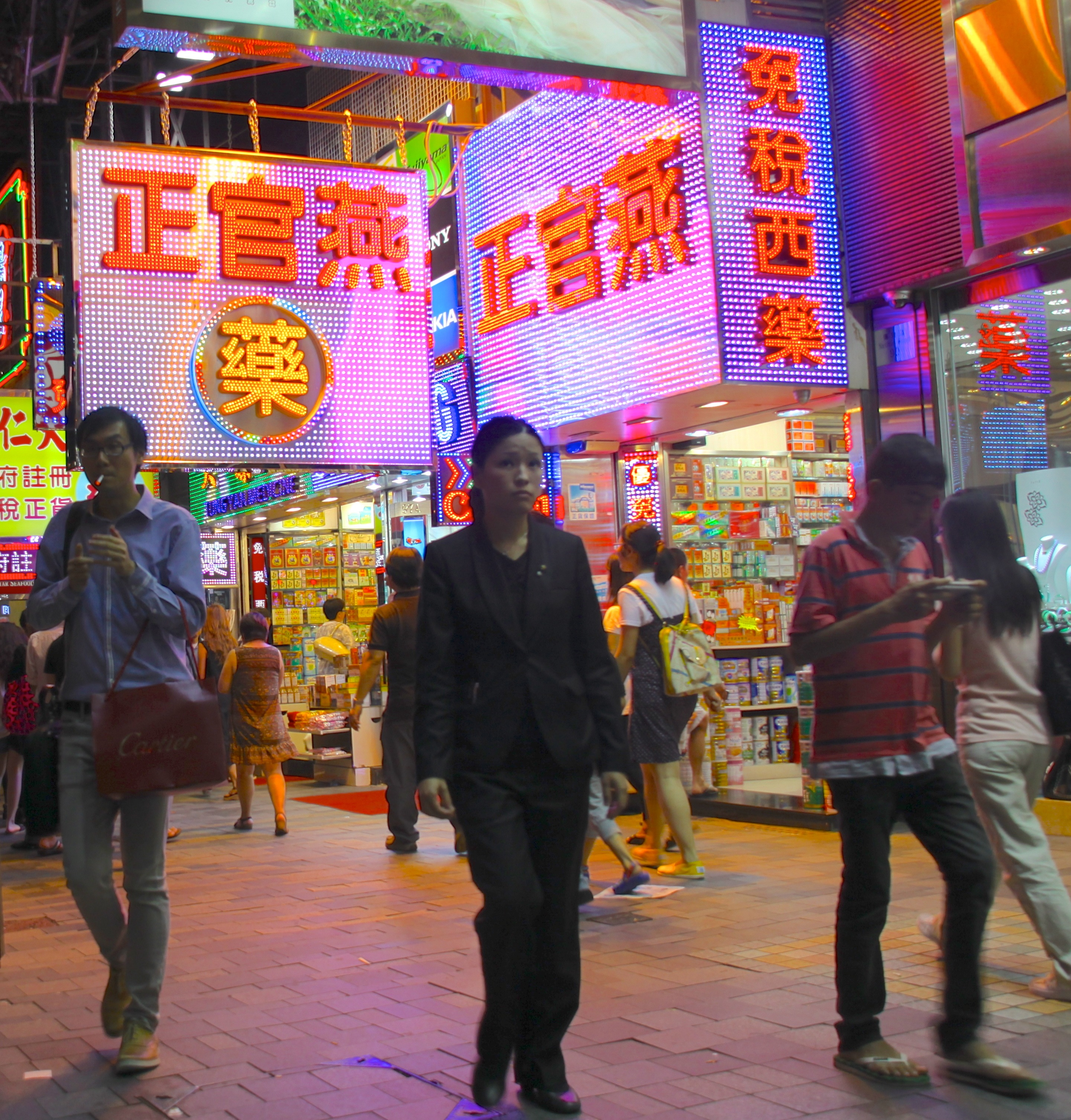
街道店舖用作招徠的LED招牌

發光二極體（英語：light-emitting diode，LED）是一种半导体光源，当电流通过它时会发光；即一种电致发光的半導體電子元件，其内电子与电子空穴复合，以光子的形式释放能量。
发光二極體结构的核心部分是p-n结，周边部分有环氧树脂密封其引线与框架以保护内部芯线。当p-n结通以正向电流时，能发射可见或非可见辐射，此辐射为透過三價與五價元素所組成複合光源。
發光二極管只能夠往一個方向導通（通電），叫作正向偏置；當電流流過時，電子與電洞（电子空穴）在其內复合而發出單色光，這叫“電致發光效應”；而光線的波長、顏色跟其所採用的半導體物料種類與故意摻入的元素雜質有關。發光二極管具有效率高、壽命長、不易破損、反應速度快、可靠性高等傳統光源不及的優點。
發光二極管於1962年出現時，只能發出低光度的紅光，被惠普買下專利後當作指示燈利用。其後發展出其他單色光的版本，時至今日，能夠發出的光已經遍及可見光、紅外線及紫外線，光度亦提高到相當高的程度。隨著白光發光二極管的出現，用途已由初期的指示燈及顯示板等指示用途，逐漸發展至近年的照明用途。白光LED的發光效率近期亦有所進步，其每千流明成本，因大量資金投入已使價格下降，近年在照明用途上愈趨普及。

## 發展歷史
1961年，美國公司德州儀器的Robert Biard與Gary Pittman首次發現了砷化鎵及其他半導體合金的紅外放射作用。1962年，通用電氣公司的尼克·何倫亞克開發出第一種可實際應用的可見光發光二極體。
1993年，日本日亞化學工業（Nichia Corporation）工作的中村修二成功把鎂摻入，造出了基於寬能隙半導體材料氮化鎵和氮化銦鎵（InGaN）、具有商業應用價值的藍光發光二極管。
有了藍光發光二極管後，白光發光二極管也隨即面世，之後LED便朝增加光度的方向發展，當時一般的LED工作功率都小於30－60 mW（毫瓦）。1999年輸入功率達1W（瓦）的發光二極管商品化。這些發光二極管都以特大的半導體晶片來處理高電能輸入的問題，而半導體晶片都是被固定在金屬片上，以助散熱。
2002年，在市場上開始有5W的發光二極管的出現，而其效率大約是每瓦18－22 lm（流明）。
2003年9月，Cree, Inc.公司展示了其新款的藍光發光二極管，在20 mW下效率達35%。他們亦製造了一款達65 lm/W（流明每瓦）的白光發光二極管商品，這是當時市場上最亮的白光發光二極管。2005年他們展示了一款白光發光二極管原型，在350mW下，創下了每瓦70 lm的記錄性效率。
2009年2月，日本發光二極管廠商日亞化學工業發表了效率高達249 lm/W的發光二極管，此乃實驗室數據。
2010年2月，Philips Lumileds造一白色LED在受控的實驗室環境內，以標準測試條件及以350 mA電流推動下得出208 lm/W，但由於該公司無透露當時的偏壓電壓，所以未能得知其功率。
2012年4月，美國發光二極管大廠科銳（Cree）推出254 lm/W光效再度刷新功率。
2014年凭借「發明高亮度藍色發光二極體，帶來了節能明亮的白色光源」，日本工程學家天野浩与赤崎勇、中村修二共同获得诺贝尔物理学奖。部分評論認為，諾貝爾獎跳過了紅色、綠色LED的發明者並不公平。但諾貝爾委員會（物理學獎）委員長Per Delsing（瑞典Chalmers University of Technology教授）在《讀賣新聞》專訪中提出反駁，他堅稱「仔細研究發明的貢獻度之後，有十足信心決定這3個人獲獎」。
OLED的工作效率比起一般的發光二極管低得多，最高的都只是在10%左右。但OLED的生產成本低得多，例如可以用簡單的印製方法將特大的OLED陣列安放在螢幕上，用以製造彩色顯示幕。

## 優點
- 能量轉換效率高（電能轉換成光能的效率），也即較省電。
- 反應時間短，可以達到很高的閃爍頻率。
- 使用壽命長，且不因連續閃爍而影響其壽命。
- 在安全的操作環境下可達到10萬小時的壽命，即便是在50度以上的高溫，使用壽命還有約4萬小時。（螢光燈T8為8000小時、T5為20000小時、白熾燈為1,000－2,000小時）。
- 耐震盪等機械衝擊，由於是固態元件，沒有燈絲、玻璃罩等，相對螢光燈、白熾燈等能承受更大震盪。
- 體積小，其本身體積可以造得非常細小（小於2 mm）。
- 便於聚焦，因發光體積細小，而易於以透鏡等方式達致所需集散程度，藉改變其封裝外形，其發光角度由大角度散射至細角度聚焦都可以達成。
- 單色性強，由於是單一能級光出的光子，波長比較單一（相對大部份人工光源而言），能在不加濾光器下提供多種單純的顏色。

## 缺點
- 由於LED的驅動電壓較低，一般家用電壓為100－240V，需要將LED及變壓器包裝為燈泡或燈管才能應用於家中，而在降低成本的考量下，許多市售產品搭配品質較差的變壓器，而加快損壞的可能。
- 發光二極管光度並非與電流成線性關係，光度調節略為複雜；使用PWM為最低成本的調節亮度方法，但頻率必須夠高才不傷眼（PWM調光是以快速閃爍的方式來調整亮度，例如每隔10次亮一次亮度為最大亮度的10%，但閃爍頻率不高會傷眼，1250Hz以下健康風險高，3250Hz以上則風險與不閃爍的調光方法一樣低；而舊型的螢光燈若用低頻PWM調光則不會那麼傷眼，因為螢光燈有餘暉效應而LED沒有）。[來源請求]
- 成本較高，售價較高。
- 因為發光二極管為光源面積小、分佈較集中，作照明用途時會刺眼，須運用光學設計分散光源。
- 每枚發光二極管因生產技術問題都會在特性（亮度、顏色、偏壓...等）上有一定差異，即使是同一批次的發光二極管差異也不少。

## 基本原理

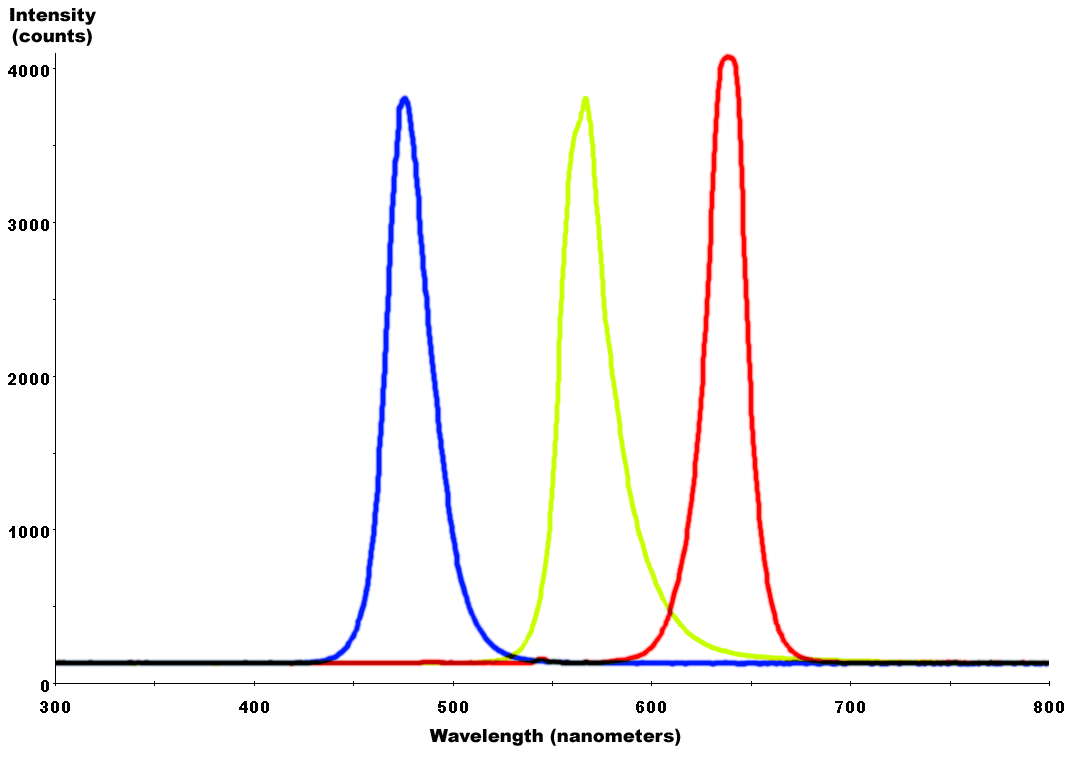
結合藍色、黃綠（草綠）色，以及高亮度的紅色發光二極管等三者的頻譜特性曲線，三原色在FWHM頻譜中的頻寬約24奈米─27奈米。

發光二極體是一種特殊的二極體。和普通的二極體一樣，發光二極體由半導體晶片組成，這些半導體材料會預先透過注入或攙雜等工藝以產生p、n架構。與其它二極體一樣，發光二極體中電流可以輕易地從p極（陽極）流向n極（陰極），而相反方向則不能。兩種不同的載流子：電洞和電子在不同的電極電壓作用下從電極流向p、n架構。當電洞和電子相遇而產生複合，電子會跌落到較低的能階，同時以光子的模式釋放出能量（光子也即是我們常稱呼的光）。
它所發射出的光的波長（顏色）是由組成p、n架構的半導體物料的禁帶能量決定。由於矽和鍺是間接帶隙材料，在常溫下，這些材料內電子與電洞的複合是非輻射躍遷，此類躍遷沒有釋出光子，而是把能量轉化為熱能，所以矽和鍺二極體不能發光（在極低溫的特定溫度下則會發光，必須在特殊角度下才可發現，而該發光的亮度不明顯）。發光二極體所用的材料都是直接帶隙型的，因此能量會以光子形式釋放，這些禁帶能量對應著近紅外線、可見光、或近紫外線波段的光能量。
發展初期，採用砷化鎵（GaAs）的發光二極體只能發射出紅外線或紅光。隨著材料科學的進步，新研發成功的發光二極體能夠發射出頻率越來越高的光波。現今，已可製成各種顏色的發光二極體。
二極體通常建構於N型基板，在其表面沉積一層P型半導體，用電極連結在一起。P型基板比較不常見，但也有被使用。很多商業發光二極體，特別是GaN/InGaN，也會使用藍寶石基板。
大多數用來製成發光二極體的物質具有非常高的折射率。這意味著大部分光波會在物質與空氣的介面會被反射回物質，因此，光波萃取對於發光二極體是很重要的論題，大量研究與發展都聚焦於這論題。
以下是發光二極體的無機半導體原料及發光顏色：
| 單色 | 單色   | 單色        | 單色          | 單色                                                  | 單色                          | 多原色/闊頻段 | 多原色/闊頻段                                                                 | 多原色/闊頻段 | 多原色/闊頻段                                                                        |
| 單色 | 單色   | 單色        | 單色          | 單色                                                  | 單色                          | 紫            | 紫                                                                            | 白            | 白                                                                                   |
| 顏色 | 顏色   | λ波長（nm） | 正向偏壓（V） | 半導體                                                | 化學式                        | 正向偏壓（V） | 構成                                                                          | 正向偏壓（V） | 構成                                                                                 |
| ---- | ------ | ----------- | ------------- | ----------------------------------------------------- | ----------------------------- | ------------- | ----------------------------------------------------------------------------- | ------------- | ------------------------------------------------------------------------------------ |
|      | 紅外線 | >760        | < 1.9         | 砷化鎵 鋁砷化鎵                                       | GaAs AlGaAs                   | 2.48-3.7      | 紅發光二極管 +藍發光二極管 藍發光二極管 + 红色磷光体 白發光二極管 +紫色濾光器 | 2.9 - 3.5     | 藍發光二極管或紫外線發光二極管 + 黄色磷光体 紅發光二極管 +綠發光二極管 +藍發光二極管 |
|      | 紅     | 760至610    | 1.63-2.03     | 鋁砷化鎵 砷化鎵磷化物 磷化銦鎵鋁 磷化鎵（摻雜氧化鋅） | AlGaAs GaAsP AlGaInP GaP:ZnO  | 2.48-3.7      | 紅發光二極管 +藍發光二極管 藍發光二極管 + 红色磷光体 白發光二極管 +紫色濾光器 | 2.9 - 3.5     | 藍發光二極管或紫外線發光二極管 + 黄色磷光体 紅發光二極管 +綠發光二極管 +藍發光二極管 |
|      | 橙     | 610至590    | 2.03-2.10     | 砷化鎵磷化物 磷化銦鎵鋁 磷化鎵 （摻雜?）              | GaAsP AlGaInP GaP:?           | 2.48-3.7      | 紅發光二極管 +藍發光二極管 藍發光二極管 + 红色磷光体 白發光二極管 +紫色濾光器 | 2.9 - 3.5     | 藍發光二極管或紫外線發光二極管 + 黄色磷光体 紅發光二極管 +綠發光二極管 +藍發光二極管 |
|      | 黃     | 590至570    | 2.10-2.18     | 砷化鎵磷化物 磷化銦鎵鋁 磷化鎵（摻雜氮）              | GaAsP AlGaInP GaP:N           | 2.48-3.7      | 紅發光二極管 +藍發光二極管 藍發光二極管 + 红色磷光体 白發光二極管 +紫色濾光器 | 2.9 - 3.5     | 藍發光二極管或紫外線發光二極管 + 黄色磷光体 紅發光二極管 +綠發光二極管 +藍發光二極管 |
|      | 綠     | 570至500    | 2.18-4        | 銦氮化鎵 氮化鎵 磷化鎵 磷化銦鎵鋁 鋁磷化鎵            | InGaN/GaN GaP AlGaInP AlGaP   | 2.48-3.7      | 紅發光二極管 +藍發光二極管 藍發光二極管 + 红色磷光体 白發光二極管 +紫色濾光器 | 2.9 - 3.5     | 藍發光二極管或紫外線發光二極管 + 黄色磷光体 紅發光二極管 +綠發光二極管 +藍發光二極管 |
|      | 藍     | 500至450    | 2.48-3.7      | 硒化鋅 銦氮化鎵 碳化矽 矽（研發中）                   | ZnSe InGaN SiC Si（研發中）   | 2.48-3.7      | 紅發光二極管 +藍發光二極管 藍發光二極管 + 红色磷光体 白發光二極管 +紫色濾光器 | 2.9 - 3.5     | 藍發光二極管或紫外線發光二極管 + 黄色磷光体 紅發光二極管 +綠發光二極管 +藍發光二極管 |
|      | 紫     | 450至380    | 2.76-4        | 銦氮化鎵                                              | InGaN                         | 2.48-3.7      | 紅發光二極管 +藍發光二極管 藍發光二極管 + 红色磷光体 白發光二極管 +紫色濾光器 | 2.9 - 3.5     | 藍發光二極管或紫外線發光二極管 + 黄色磷光体 紅發光二極管 +綠發光二極管 +藍發光二極管 |
|      | 紫外線 | <380        | 3.1-4.4       | 碳（鑽石）氮化鋁 鋁鎵氮化物 氮化鋁鎵銦                | C (diamond) AlN AlGaN AlGaInN | 2.48-3.7      | 紅發光二極管 +藍發光二極管 藍發光二極管 + 红色磷光体 白發光二極管 +紫色濾光器 | 2.9 - 3.5     | 藍發光二極管或紫外線發光二極管 + 黄色磷光体 紅發光二極管 +綠發光二極管 +藍發光二極管 |

- 中文傳統上的紫色以物理上光譜波長劃分有兩種：一種是波長由380nm至450nm的是段單色可見光，英語上稱為Violet，較接近堇紫色；而另一種是由紅光加上藍光混合而成，英語上稱為Purple，較接近紅色。要注意的是雖然中文名稱同叫作紫色，但物理性質有所不同，當兩個較長的波段紅、藍光混合一起時所產生的光譜會是紅藍光的光譜重疊在一起，而不會有比藍光波長更短的光產生。

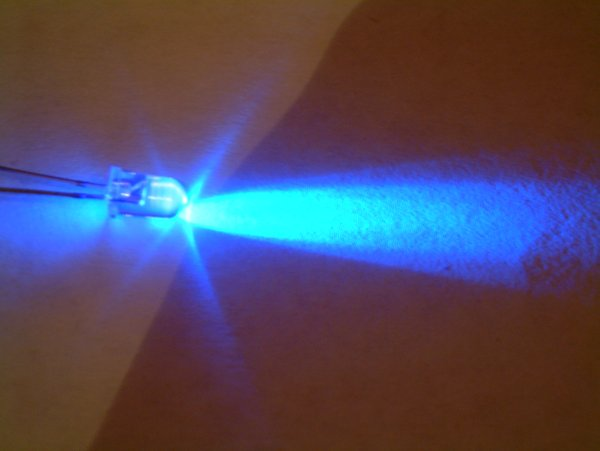
用氮化鎵（GaN）形成的藍光發光二極管

### 白光發光二極管的原理

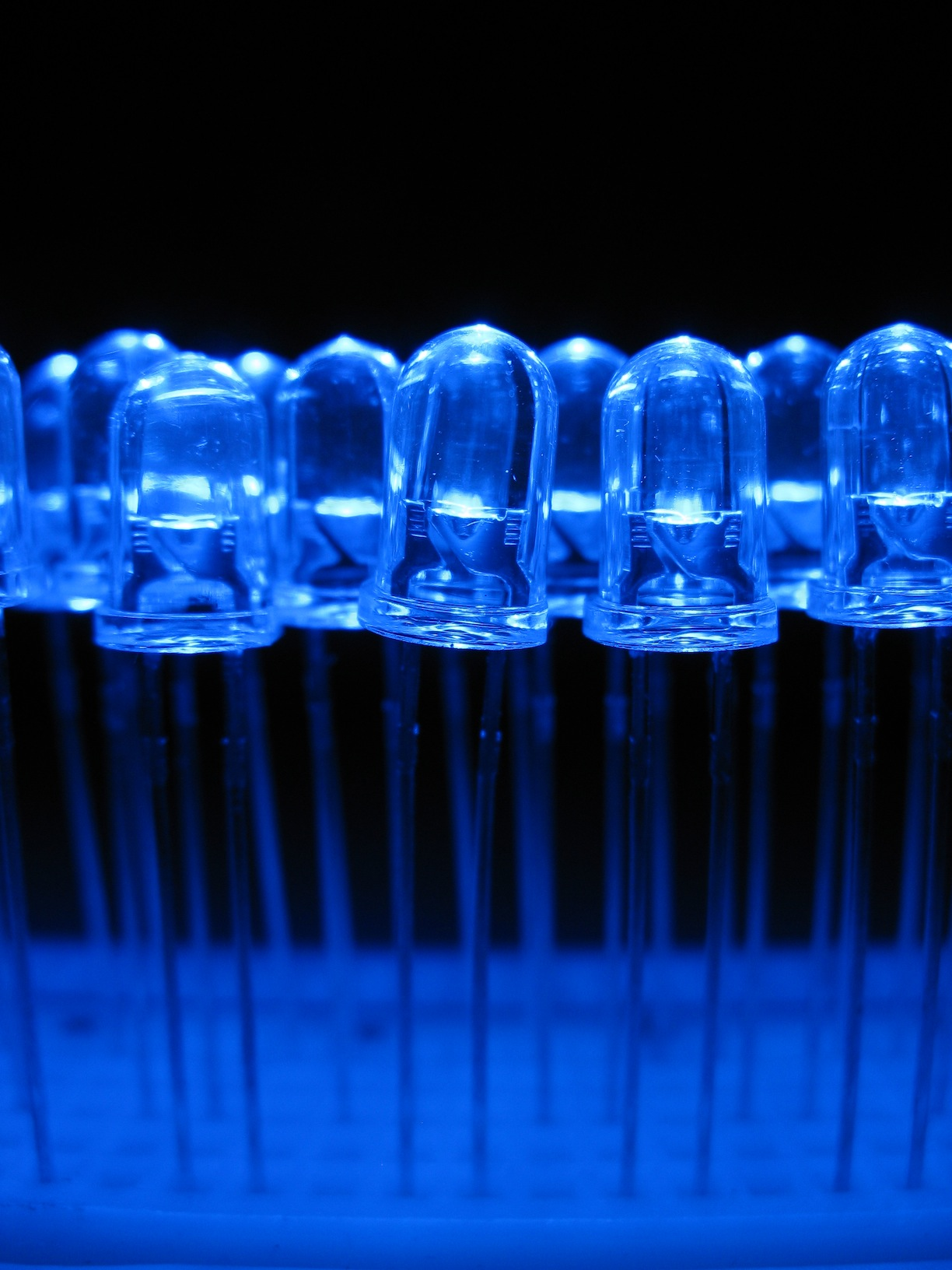
藍光發光二極管（LED）

發光二極管本身是單色光源，而自然界的白光（陽光）的光譜則是包含各種顏色，所以LED不可能完全達到如自然光的效果。白光發光二極管是透過發出三源色的單色光（藍、綠、紅）或以螢光劑把發光二極管發出的單色光轉化，使整體光譜含為含有三源色的光譜，刺激人眼感光細胞，使人有看見白光的感覺。
結合藍光發光二極管、紅光發光二極管和綠光發光二極管便可做出白光發光二極管，這樣產生的白光發光二極管有較廣的色域，而且效率較其他方法高，不過成本相當高。近年生產技術的改進下，越來越多產品採用這方法。
現在普及的白光發光二極管都採用單一發光單元發出波長較短的光，如藍或紫外光，再用磷光劑把部份或全部光轉化成一頻譜含有綠、紅光等波長較長的光。這種光波波長轉化作用稱為螢光，原理是短波長的光子（藍、紫、紫外光）被螢光物質（如磷光劑）中的電子吸收後，電子被激發（跳）至較高能量、不穩定的激發狀態，之後電子在返回原位時，一部份能量散失成熱能，一部份以光子形式放出，由於放出的光子能量比之前的小，所以波長較長。由於轉化過程中有部份能量化成熱能，造成能量損耗，因此這類白光發光二極管的效率較低。
發光單元有採用藍光發光二極管的，也有採用紫外光發光二極管的。日亞化學工業開發並從1996年開始生產的白光發光二極管採用藍光發光二極管作發光單元，波長450 nm至470 nm，磷光劑通常是摻雜了鈰的釔-鋁-鎵（Ce3+:YAG，實際上單晶的摻鈰（Ce）的YAG被視為閃爍器多於磷光體。）。發光二極管發出的部份藍光由螢光劑轉換成黃光為主的較寬光譜（光譜中心約為580nm），由於黃光能刺激人眼中的紅光和綠光受體，加上原有剩餘的藍光刺激人眼中的藍光受體，看起來就像白色光，而其所呈現的色澤常被稱作“月光的白色”。若要調校淡黃色光的顏色，可以把摻雜在Ce3+:YAG中的鈰（Ce）換作其他稀釋金屬，例如鋱或釓，甚至可以以取代YAG中的部份或全部鋁的模式做到。而基於其光譜的特性，紅色和綠色的物體在這種發光二極管照射下看起來會不及寬頻譜光源照射時那么鮮明。另外由於生產工藝的波動，這種發光二極管的成品的色溫並不統一，從暖的黃色到冷的藍色都有，所以在生產過程中會以其出來的特性作出區分。而這種發光二極管的結構是把藍光發光二極管封進混入了磷光劑的環氧樹脂中而造成，但也有較複雜的方法，由Philips Lumileds取得專利的方法便是把磷光劑塗在發光二極管上，值由控制磷光劑的厚度增加效率。
另一種白光發光二極管的發光原理跟螢光燈是一樣的。發光單元是紫外光發光二極管，外面包着兩種磷光劑混合物，一種是發紅光和藍光的銪，另一種磷光劑是發綠光的銅和鋁摻雜了硫化鋅。內裡的紫外光發光二極管發出的紫外光被外層的磷光劑轉換成紅、藍、綠三色光，混合後就成了白光。但由於紫外線會使黏合劑中的環氧樹脂劣化變質，所以生產難度較高，而壽命亦較短。與第一種方法比較，因為斯托克司频移（Stokes Shift）前者較大，光波在轉化過程中有較多被化成熱能，因此效率較低，但好處是光譜的特性較佳，產生的光比較好看。而由於紫外光的發光二極管功率較高，所以其效率雖比較第一種方法低，但出來的亮度卻相若。
最新一種製造白光發光二極管的方法沒再用上磷光體。新的做法是在硒化鋅基板上生長硒化鋅的磊晶層。通電時其活躍地帶會發出藍光而基板會發黃光，混合起來便是白色光。

### 其他顏色
近期開發出來的發光二極管顏色包括粉紅色和紫色，都是在藍光發光二極管上覆蓋上一至兩層的磷光體造成。粉紅色發光二極管用的第一層磷光體能發黃光，而第二層則發出橙色或紅色光。而紫色發光二極管用的磷光體發橙色光。另外一些粉紅色發光二極管的製造方法則存在一定的問題，例如有些粉紅色發光二極管是在藍光發光二極管涂上螢光漆或指甲油，但它們有可能會剝落；而有些則用上白光發光二極管加上粉紅色磷光體或染料，可是在短時間內顏色會褪去。
價錢方面，紫外線、藍色、純綠色、白色、粉紅色和紫色LED是較紅色、橙色、綠色、黃色、紅外線發光二極管貴的，所以前者在商業用途上比較遜色。
發光二極體是封裝在塑膠透鏡內的，比使用玻璃的燈泡或日光燈更堅固。而有時這些外層封裝會被上色，但這只是為了裝飾或增加對比度，實質上並不能改變發光二極體發光的顏色。

### 有機發光二極體，OLED
有機發光二極體OLED。其發光原理跟發光二極管一樣，不同之處是其發光物半導體是有機化合物（有機半導體），例如有機聚合物等。OLED製程簡單，成本較低，可以用印刷等廉價生產方法制造，其優點包括:
- 可以制造出大面積的發光面
- 元件本身可以是軟身、透明

這些特性都是一般二極管所不及的。因此OLED可以造出大面積的照明燈俱，軟身、透明的顯示器。
現在OLED大多數使用於顯示器上，不同顏色的OLED有不同壽命，衰退程度也不同（藍色OLED的壽命最短），因此作為全彩色顯視器時，色溫會隨使用時間而變；較常用的像點會較其他像點衰退得較快而使得光暗不均。水份、濕氣等會對OLED造成破壞，因此對封裝的防水性也有要求。

## LED的使用
LED與沒有極性的白熾燈不同，只能在正向電流流過時才能發光，當接上正向電壓時會有較大的電流流過，稱之為順向偏壓。若接上反向電壓，電流會相當細（微安—μA級），稱為逆向偏壓，並且不發光。所以當LED接上交流電壓時，只有正向電壓能使它被點亮，這會導致LED以該交流電的頻率閃爍，要注意LED能承受的反向電壓比一般二極體低，反向電壓過高會使LED永久損壞。

### 判斷發光二極管的極性
不論是插入式封裝還是貼片封裝LED都可以從外觀上判斷其極向：
| 端子名稱：                                  | 端子名稱： | 陽極   | 陰極 |
| 極性：                                      | 極性：     | 正     | 負   |
| 符號：                                      | 符號：     | +      | −    |
| 插入式封裝 （thru-hole）                    |            |        |      |
| 接腳長度                                    | 長         | 短     |      |
| 內部接點外觀 （部份廠商不依規範，不可盡信） | 小         | 大而平 |      |
| 外殼邊緣形狀                                | 圓         | 平     |      |
| PCB焊盤形狀                                 | 圓         | 方     |      |
| PCB上的焊盤編號                             | 2          | 1      |      |
| 貼片封裝 （SMD）                            |            |        |      |
| 封裝上的記號                                | 無         | 一橫劃 |      |
| PCB上的焊盤編號                             | 無         | 無     |      |

一般插入式封裝LED可以看到其內部架構，從而判斷其極性，但部份廠商不依規範，導致此法不可靠。

也有其他測試方法可以測知LED極性，廠方的資料也會有說明。
若把極性倒置，而電壓超出其擊穿電壓時，電流會突然急劇增加，LED便有機會永久損壞。不過若能控制電流在安全值內，逆向導通的LED是有用的噪聲產生二極管。

### 驱动LED
LED的偏壓與正向電流成對數相關，若以固定電壓源推動的話，電源電壓的輕微差異、LED偏壓因生產工藝的離散性，都會使電流有較大的變化，由於LED的光度与电流有较直接关系，電流變化會導致LED的亮度偏離想定值，電流若超出安全值的話會因功耗過大而使LED永久損壞（二極體的整個工作區電壓基本不变，功耗大致與電流成正比）。因此，應用時應使LED工作在固定的電流，這樣才可達至預期的亮度，及確保LED不會因電流過大、功耗超出負荷而損壞。因此，在推动LED时有下列事项要注意：
- 務必使LED工作在預想的固定電流值或功耗，已達致想定亮度與功耗，及避免損壞LED。這多以恆流源達成，用一個電壓源串連一個限流電阻即可成一恆流源，但精確度不高。以線性線路造出的恆流源精度可以相當高，但同樣有效率低（功耗高）的缺點。開關式可以有極高的精度同效率，但要注意燥聲問，而且成本高很多。
- 串聯LED可以使各LED得到相同電流，亮度會較為一致。並聯LED會使各LED電壓相同，但由於品控問題，同一電壓下，即使是同一批次的相同型號，各LED電流會有輕微差異，亮度一致性較差。

要知道什麼的電流值才可以達到預期的光度，可以參考生产商资料提供有關电流與光度关系的资料。要控制LED的亮度，又想提升效率、減少耗電，卻不想使用價格較高的開關式電源的話，可以使用脉冲宽度调制（Pulse width modulation - PWM）推动LED，通過控制不停重複的每一個時段內导通时間與關閉時間的比例，也就是占空比，可以改变流经LED的平均电流，从而控制LED的光度，由於控元件没有半导通的状态，控制元件內的电压降相當少，因而效率较高，只要閃爍頻率高於人眼的視覺暫留，LED看起來就象連續發光一樣。
白色LED使用脉冲宽度调制控制LED光度的方法有另一好处，白色LED的色温随电流强弱而转变，在脉冲宽度调制控制下，导通电流在不同光度下都不变，因此可以在不同光度保持色温不变，这在视频播放设备中，应用LED作背光的情况特别重要。
許多LED額定的反向擊穿電壓值一般比較低，因此加上幾伏特的反向電壓就可能損壞。如果需要以超過反向擊穿電壓的交流電供電的話，可以用反並聯一個二極體（或另一個LED）的方法進行保護。有的LED在出廠時內部就已經集成了串連電阻。這樣可以節省印刷線路板的空間，然而由於串連電阻值在出廠時就已經確定，使得LED的一種主要的集成設置方法無法應用。雙色LED單元包含兩個二極體，極性相反（即兩個二極體是反並聯的），顏色不同（典型是紅色和綠色），可以顯示兩種顏色，或者透過調整兩個二極體導通時間的比例來實現各種混合顏色。另一些LED單元裡的兩個或多個不同顏色的二極體是共陽極或共陰極架構，這樣無須改變極性就可以產生多種顏色的光。

### LED光衰
最常見的發光二極體（和鐳射二極體）的失效是逐漸降低光輸出和效率損失。然而，瞬間的失效也是有可能會發生。晶核成長過程中的差排可能導致光輻射在差排的結合形成使得活性區域衰減的機制；意味著晶格中有存在缺陷，並可以經由熱、高的電流密度及光的放射來加速其發生。
砷化鎵及砷化鋁鎵相較於砷磷化鎵、砷磷化銦鎵及磷化銦是比較容易受這個機制所影響，基於活性區域的不同性質，氮化鎵及氮化銦鎵則對這類的缺陷更為敏感，不管怎樣，高的電流密度可以導致原子的遷移電子跳離活性區域引出差排和點缺陷，看起來像是非光輻射的結合來產生熱而非光，電離輻射同樣的也會造成這樣的缺陷，使得LED存在輻射電路局限的問題（例如在光絕緣體中），早期的紅光因而有顯著的短壽命情況。
白光LED通常使用一或多種的螢光粉，螢光粉會受到熱跟壽命的影響而衰減並降低效率，導致產出的光色改變。
高的電子流在高的溫度下會使得金屬原子從電極擴散至活性區域，有些材料，尤其是氧化銦錫和銀就容易有電子遷移的情形；有些狀況，尤其是GaN/InGaN的二極體，阻擋層金屬被使用來阻礙電子的遷移，機械的應力、高的電流和腐蝕性的環境可能會使得細小的連結發生導致短路的情形。
高功率LED對電流的擁擠敏感，不均勻的電流密度分佈在接合點（junction）上，可能會產生局部的熱點，存在熱燒毀的風險，基板的不均勻導致熱傳導損失，使得問題變得更嚴重，常見的是來自於焊接材料的孔洞或是電子遷移效應和Kirkendall空洞，熱燒毀是LED常見的失效。當光的輸出超出了臨界水準而導致琢面（facet）燒熔時，雷射二極體可能會有激烈的光學損壞。有些塑膠封裝的材質會因為熱的緣故而變黃，導致局部波長的光被吸收而影響波長。突然間的失效常常是因為熱應力所致，當環氧樹脂的封裝達到玻璃轉移溫度時，樹脂會很快速的膨脹，在半導體和焊點接觸的位置產生機械應力來弱化或扯斷它，而在非常低的溫度時則會讓封裝產生裂痕。
靜電的放電也可能產生半導體接合點（junction）立即的失效，特性的永久漂移及潛在的損壞都會導致衰減的速率增加，接合在藍寶石基板上的發光二極體及雷射，對ESD的損害更為敏感。

## 應用

### 視覺訊息顯示

#### 狀態顯示燈
發光二極管所需推動電壓及功率低，方便由運作電壓低的微處理器控制及在以電池作電源的設備上使用，所以常被用在各種電子产品、設備的狀態指示燈。在消費性電子產品，手提嵌入式電子設備，家庭電器、玩具、各種儀器...等用途上作為工作狀態顯示燈。
單一發光二極管常被用作狀態顯示（例如電源狀況），也有制成七段顯示器的LED組用作顯示數字，而通常會在右下方加上「‧」、「，」，以顯示小數點等。在多年前，當顯示器技術並不發達時，有些發光二極管組能有14劃，可以顯示26個英文字母，但當微電子等顯示技術成熟後，這種發光二極管組已極少被採用。

#### 電子螢幕等的指示燈

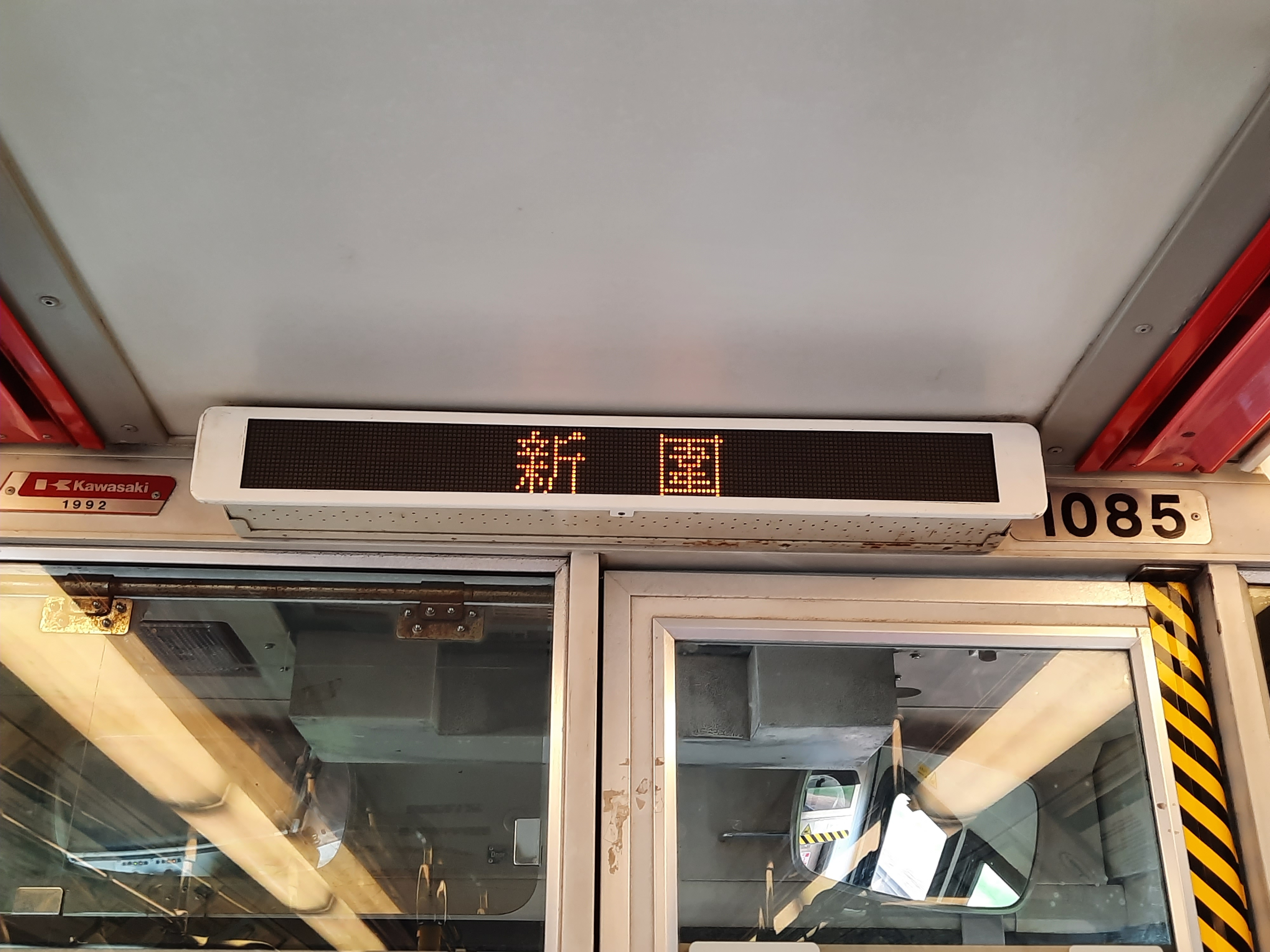
攝於港鐵輕鐵第二期列車車廂內的點陣式LED顯示器

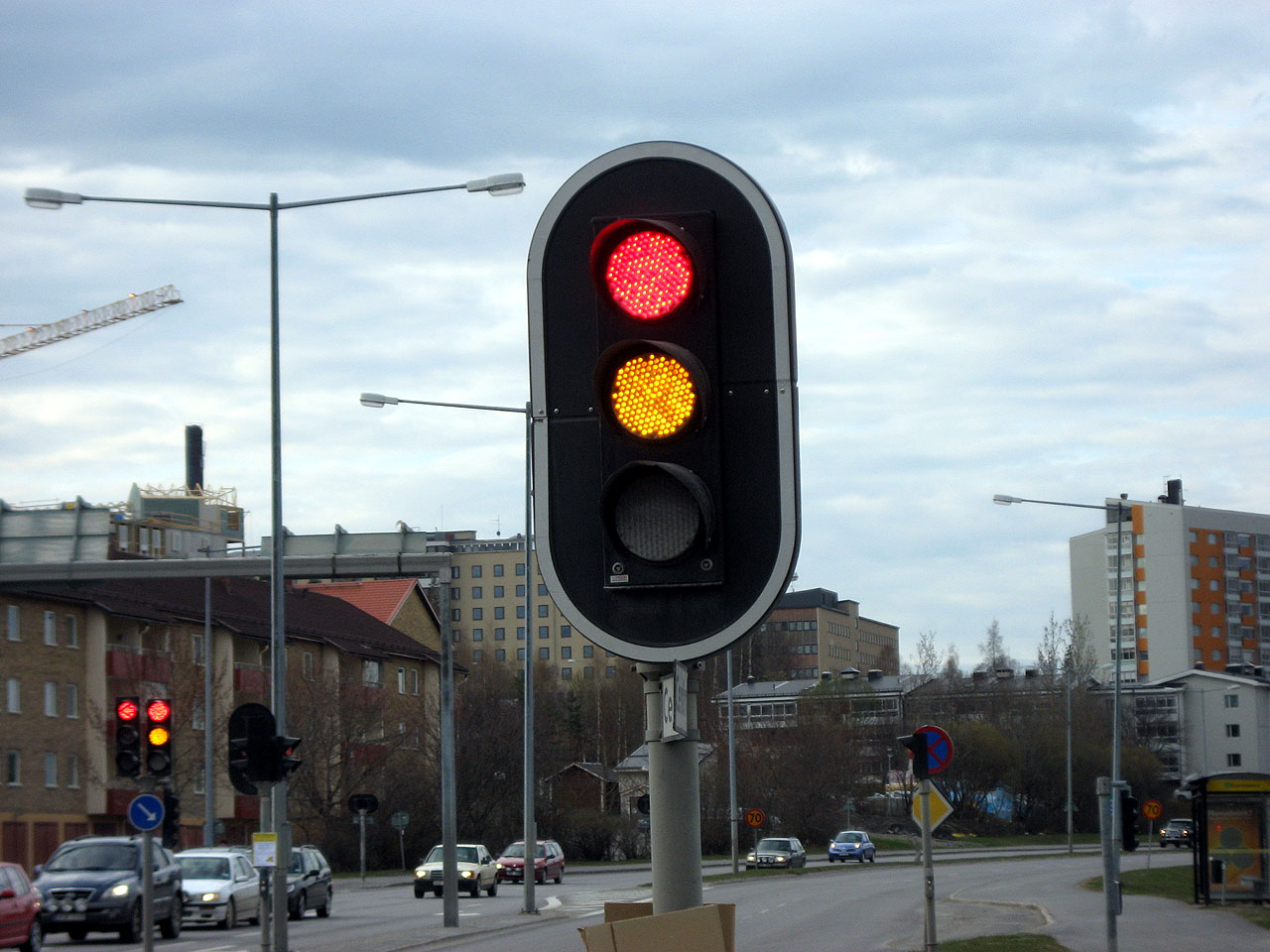
LED 交通號誌

- 在車輛上的應用：當LED的光度發展達至要求後，便有汽車用LED作轉向与剎车燈，主要好處是LED極高的開關速度，其亮起時間比白熾燈快0.5秒之多，且LED燈在白天時与白熾燈炮相比亮度較高、使用壽命長、點亮速度快，更可增加6m的煞車辨識距離，也可降低事故發生，這對行車安全非常重要。而車輛行駛環境中震盪、溫差變化下，LED仍然有穩定的光度及可靠性。最近有極小部份車輛開始使用白色LED作為車頭燈，其好處是光線的方向控制比白熾燈加拋物線反射鏡好。有些緊急服務車輛的閃光警標也使用LED，LED可以高速閃動的特性簡化了以往產生閃動效果的機械結構而更加可靠。
- 在道路上的應用：同樣工作在戶外環境的交通燈使用開關快速的LED也很適合，LED壽命較長也減少壞燈及影響交通的機會。不過在氣候較低溫的地方，LED交通燈會有被積雪蓋著的問題。此外公路的訊息顯示板也使用LED點陣顯示，這些顯示板多採用黃或紅色LED以求兼顧夜間環境。這類顯示器叫发光二极管显示器，是平板顯示器的一種。
- 公共場所的平板顯示器：在機場、機艙、火車站、巴士站、碼頭等...各種公共交通工具上等地方，LED被普遍地採用作為平板顯示器以顯示如班次、目的地、時間等相關訊息。而LED的可靠性與低耗電，使其也適合用作紧急出囗指示灯。

#### LCD顯示器背光光源
早在只有黑白LCD的年代（當時並未有藍及白色LED），各種單色LED便被採用作黑白LCD的背光光源，例如傳呼機，而當彩色LCD出現後多時，工程界還未能製作出白色LED，所以只好採用電致發光片，簡稱EL片作背光。而在白色LED出現後，這些產品隨即轉用LED作背光。與EL片相比，白色LED較省電，這對電池供電的產品特別重要，除此之外，白色LED免去EL片所需的高壓電源，大大減低了電磁干擾。但由於白色LED需要一定空間作導光之用，體積會比EL片略厚，儘管如此，手提電話(手機)、電子手帳、較細的手提電腦(筆電)續漸使用LED作背光。
但由於LED在高光度時效率變差，不只耗電，更有過熱問題，所以當白色LED問世後數年，LCD電腦螢幕及LCD電視機仍然採用冷陰極螢光燈作為背光，近年LED在高光度下的效率不斷改進，使得亮度足以應用在LCD電腦螢幕及LCD電視機的背光。相比之前的CCFL，LED省卻了CCFL所需的高壓電源，除大幅減低了電磁干擾外，由於省卻了電壓轉換，在使用電池作電源的產品上也省卻了電壓轉換時的功率損耗，而LED的工作壽命，顏色的穩定性也比CCFL好得多。
使用LED作背光的LCD顯示器常被生產商叫作LED顯示器或LED電視機等，原因可能是為了強調新產品與舊產品有所不同，但其實這些顯示器的影像仍是以LCD產生，LED只是當作光源，在技術上仍是LCD顯示器，或叫LED背光液晶顯示電視等。有些高檔產品使用三原色LED構成的白色LED作背光，有比CCFL更廣的色域。而加上依隨所顯示的影像所需而動態地控制LED的光度可以大大增加LCD顯示器的對比度，起初只有成本較高的直下式LED背光使用動態控制技術，漸漸地側照式LED背光也發展出類似功能。

#### 顯示器
市面上現存普及的LED背光液晶顯示電視的LED只用作背光光源，嚴格上並不是LED顯示器，細小高解像度的視訊LED顯示器現都採用OLED，OLED具有自發光性、廣視角、高對比、低耗電、高反應速率等優點，OLED顯示器因為不需背光源，所以可以比LCD顯示器造得更薄，但OLED顯示器的壽命只有LCD顯示器的1/4，日本Toshiba跟Panasonic近年有新技術使OLED的壽命加倍。
OLED顯示器依驅動方式的不同又可分為被動式（Passive Matrix，PMOLED）與主動式（active matrix，AMOLED）。PMOLED的推動電流直接由透明電極傳到OLED，因為導電電極的電阻關係，尺寸不可以造得大，否則會有光暗不均的情況。而且有串擾的問題。AMOLED與薄膜電晶體液晶顯示器原理一樣，在顯示器上造出三極官控制OLED的開關。所以解決了PMOLED的問題，現在大部份的OLED顯示器都是採用AMOLED，他們大多被使用在智慧型手機中。
大型的LED顯示器已普及於戶外戶內，戶外LED顯示器對解析度要求較低，但需要較高的亮度，多採用分立單色的LED組成。戶內的由於距離觀賞者較近，所以要求較高的解析度，所以採用SMD LED元件。

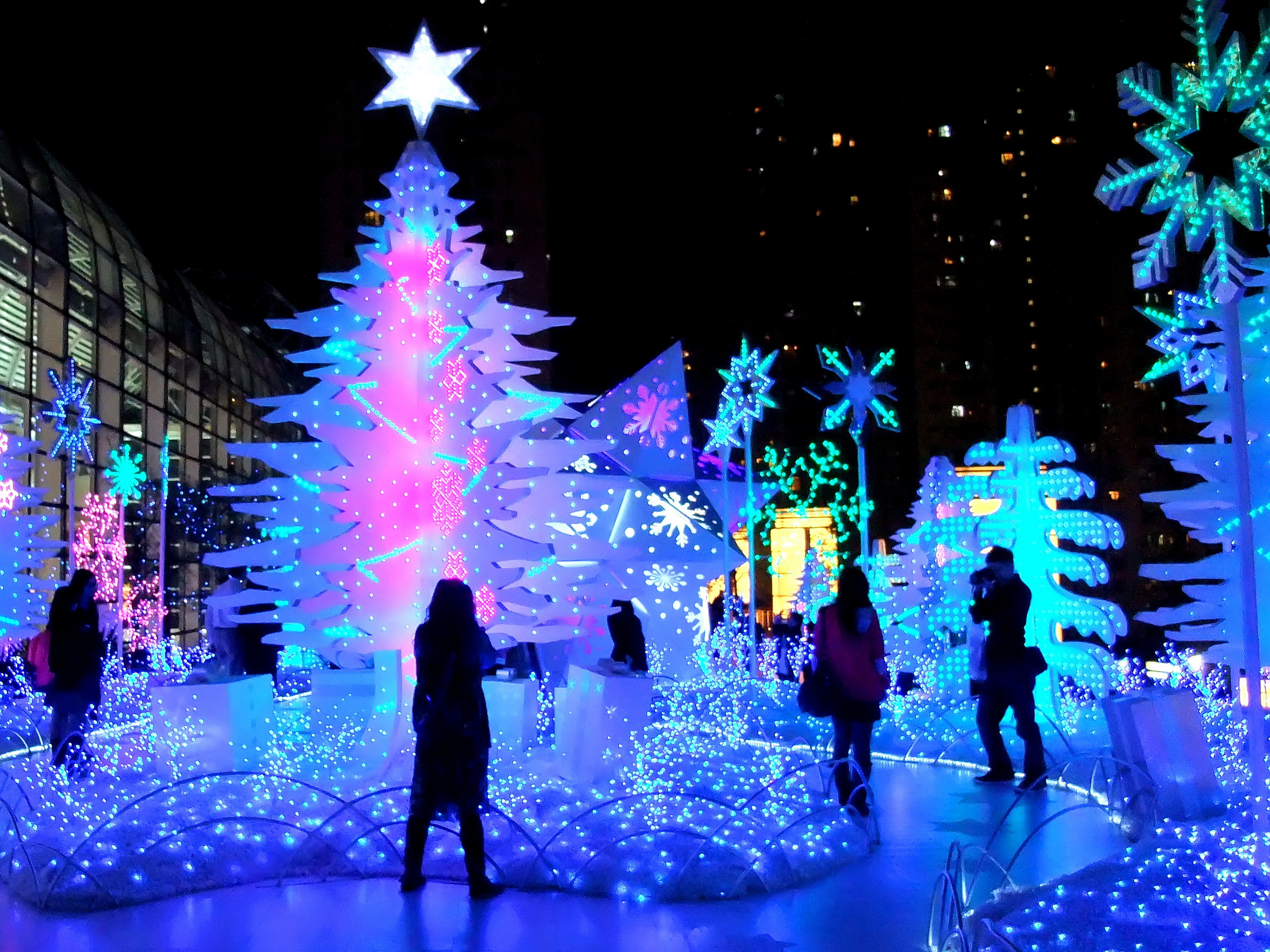
以藍白LED燈組成的聖誕燈飾佈置

### LED照明

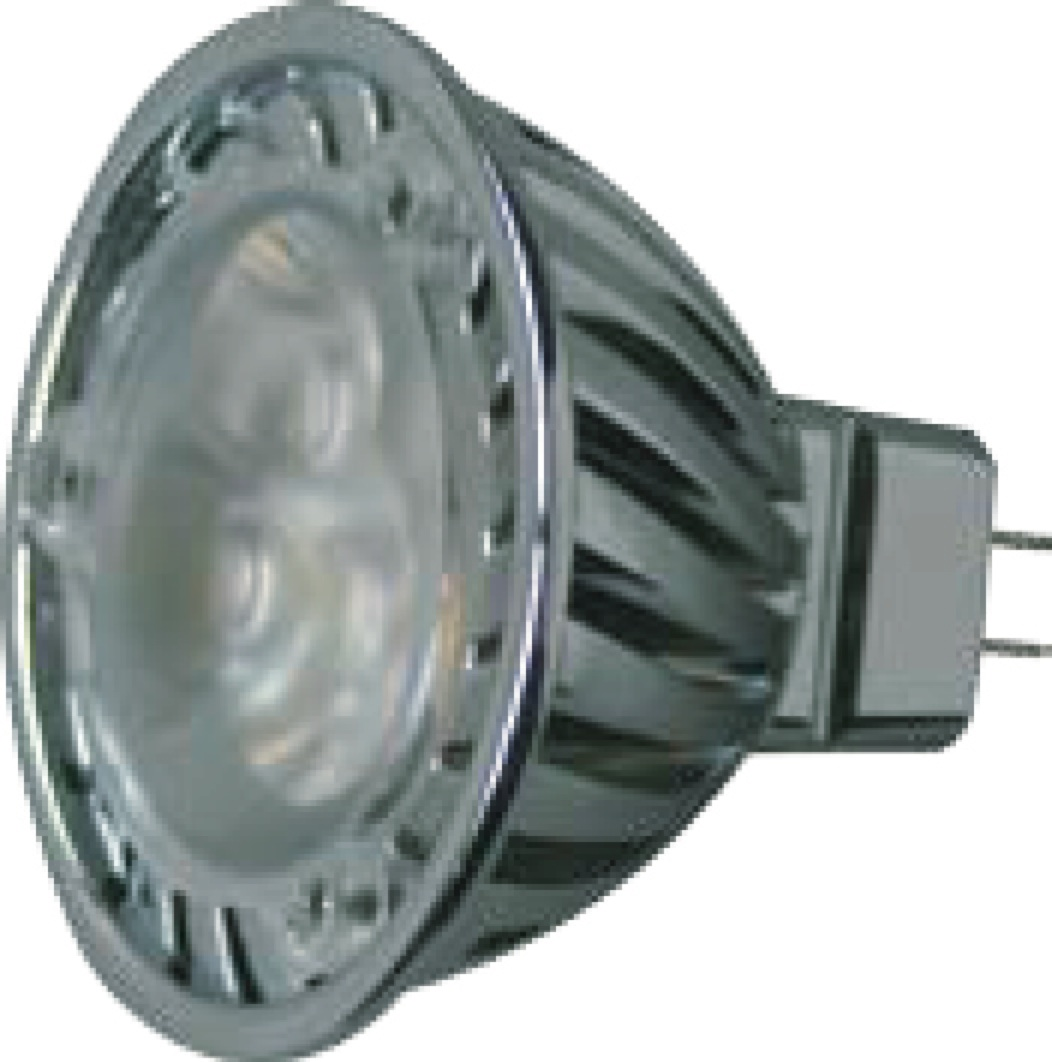
高功率發光二極管燈，使用GU5.3座及鋁散熱器，用作取代石英燈

由於發光二極管燈被稱為固態照明。傳統照明燈俱如螢光燈、白熾燈及鹵素燈都有裝載氣體的脆弱玻璃管，因而都不及全固態的LED堅固耐用。現有單一大功率發光二極管一般有1W、3W、5W等，由於發光二極管在增加光度時，效率會下降，所以有些LED燈使用多個白光LED組合成一簇構成一個光源，以增加效率；同樣的原因，在照明方面只用在對光度要求低的地方，以保持其較佳效率（省電）的特性，這些用途包括：

#### 手電筒

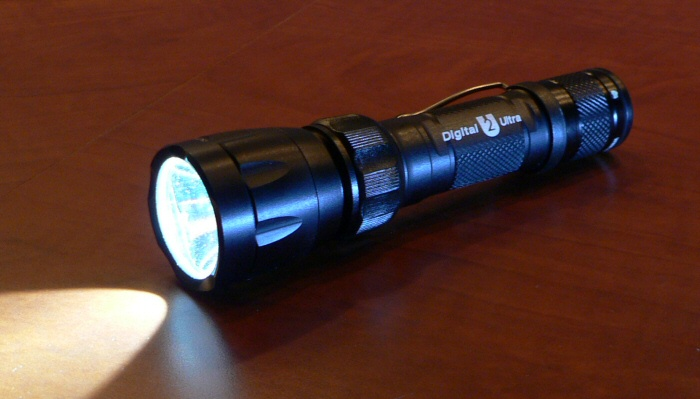
使用LED的SureFire U2手电

以往手電筒都以白熾燈或鹵素燈作光源，而螢光燈由於體積大及需要高壓電源，不適合用於體積、重量小、以及以電池作為電源的手電筒。自白色LED面世後，堅固耐用得多的特性使其被廣泛使用於小型手電筒。但由於在高光度下LED的性能仍有所不及，所以LED還未應用於較大功率手電筒上。
要LED工作在理想狀態，其電流必控制在一定數值，低檔LED手電筒只用電阻限制電流，比較耗電，光度也會隨電池電壓下降而變暗。高檔次的LED手電筒會用電子線路產生恆流源，精確控制LED的電流，即使電池電壓下降，LED的電流也保持固定。這類設計較為省電。一些使用電池電壓比白色LED在正常工作電流下的電壓（約3V）低的電筒，會用直流-直流轉換（DC/DC）的電子線路把電壓升至足以推動LED。但不是所有採用直流/直流轉換線路的手電筒都都以恆流源控制LED電流。

#### 緊急照明

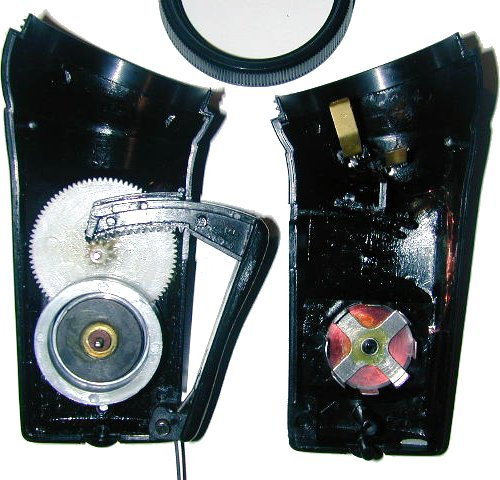
LED只要極小電量便能發光，因此手動發電也足以產生應急光源

由於後備緊急照明系統多用電池作電源，採用LED可以降低耗電。

#### 手機閃光燈
現今的行動電話常備有攝影功能，故需要閃光燈，但一般相機使用的閃光燈雖然光度比LED高很多，但體積大及較耗電，不適合用於行動電話中；反而行動電話的對光度要求低，白光LED的光度以足作閃光燈，加上不需要高電壓驅動，故能做為體積和成本都很小的完整閃光燈解決方案。除此之外，這些LED還能當成手電筒或棚燈（movie light）使用。

#### 道路及室內照明

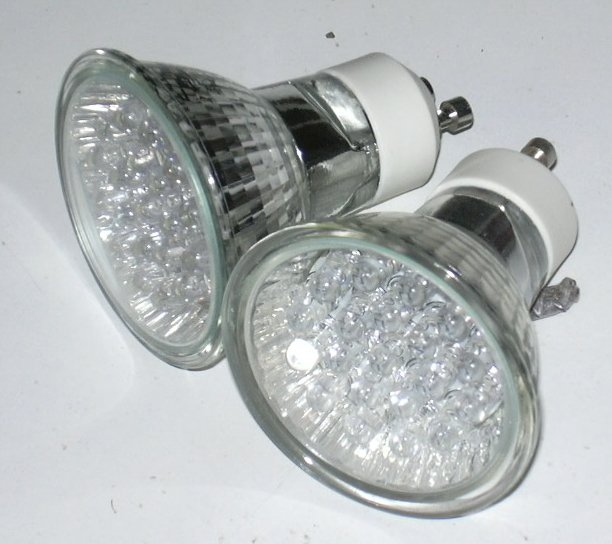
由若干獨立的LED組成的單個光源

目前LED已經開始應用於道路照明及室內燈具。当前市面上的荧光灯（包括紧凑型荧光灯）效率平均为50 lm/W，而LED效率平均超过80 lm/W。
| 光效                 | 理論值（lm/W） | 實際（lm/W）                      |
| -------------------- | -------------- | --------------------------------- |
| 白熾燈               |                | 8 - 14                            |
| 鹵鎢燈               |                | 15 - 24                           |
| 高壓鈉燈             |                | 85 - 150                          |
| 水銀燈               |                | 50-55                             |
| T8燈管（電子鎮流器） |                | 90 - 100                          |
| T5燈管               | 112            | 70 - 104（在功率為約28W的情況下） |
| 白光LED              | 260 - 300      | 85 - 120                          |
| 高功率白光LED        |                | 100 - 140（在功率為約1W的情況下） |
| 不包含轉換效率       |                |                                   |

##### 照明應用例子

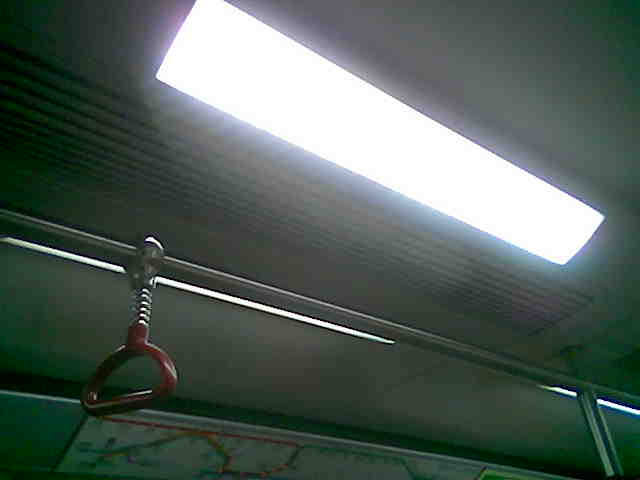
在港鐵（MTR）列車中試驗的發光二極管照明。

- 台灣高雄市自由一路的路燈已經在2007年6月改用LED路燈並且正式驗收啟用，其燈具的發光效率以及光型皆達到現有的道路照明標準。
- 台灣高速公路及快速公路部分路段道路標誌投射燈照明改用LED照明並且正式驗收啟用。
- 西班牙PINTO市政公路部分路段照明设施路燈照明改用LED by GULI照明並且正式驗收啟用。
- 美国西雅图部分路段照明设施路燈已经改用白色LED并正式驗收啟用。西雅图市政府已经决定不再更换新的钠灯，在寿命到期之后用LED灯泡更换。[16]

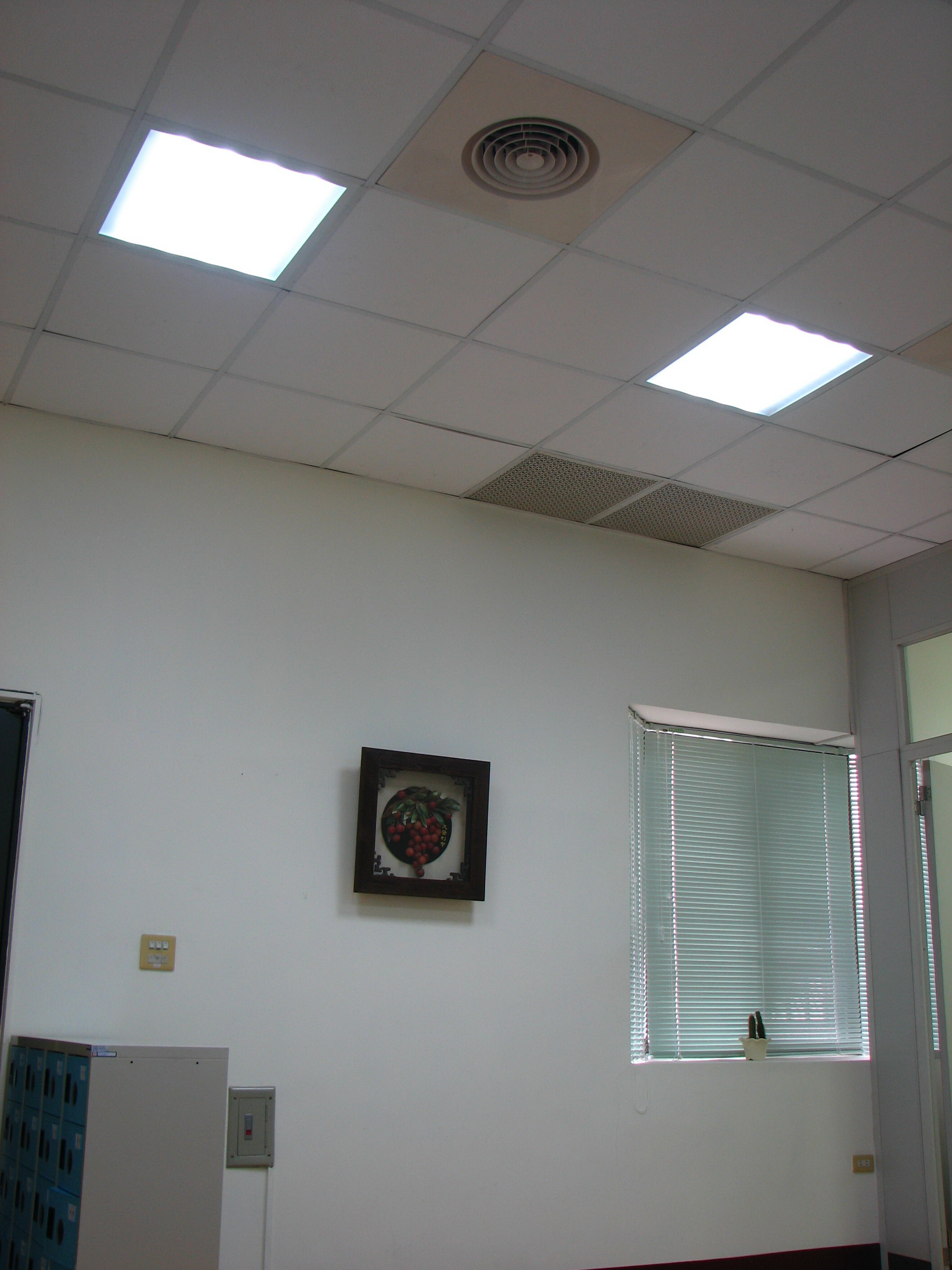
LED作為輕鋼架天花板照明之實景

- 香港港鐵現時有一列行走荃灣綫的列車在最後一節車廂的照明都換成了發光二極管照明。另外，亦在羅湖站的新扶手電梯上面的天花板安裝一組試驗性的LED日光燈。根據前九鐵的刊物，這一組發光二極管日光燈預計可每年節省66%的電力消耗[17]。

#### 紅外線夜視照明
紅外線LED常被用作紅外線光源，配合CCD用作保安用的夜視鏡頭。

### 訊息傳輸
由於LED開關速度快，有利資料快速傳輸及減少延遲，加上推動簡單，所以常用於各種設備中作資料、訊號傳送及感知用途。

#### 光通訊
- 電視機、錄影機等家電的遙控器

紅外線LED輕巧、省電、價廉、可靠耐用，被廣泛使用在電子、電器產品的紅外線搖控器中，以紅外線傳遞指令。
- 紅外線遙控玩具

近年也有遙控玩具使用同樣的方式控制玩具，相比無線電，紅外線遙控在視線外時會"失控"，但價廉，光學的紅外線接收大為減低重量及耗電量，對非常小型遙控的飛行玩具如遙控直升機這類電量與動力都細小的情況特別有利。有別於電子、電器產品的紅外線遙控，遙控玩具的紅外線發射要用上多枚紅外線LED以增大可接收的角度。
- 紅外通訊技術（IrDA）數碼資料傳輸

紅外線LED被使用在IrDA紅外線資料傳輸，雖然相對省電、價廉，但需要互相對準在視線內及資料傳輸速度應付不了需要下，已少有設備使用。
- 短距离光纖通訊

例如影音產品的數碼音樂光纖傳送系統中，LED被用作把數碼化的音訊發送，但由於成本問題，所使用的光纖品質不高，高級影音玩家（俗稱發燒友），認為光纖傳送的效果不及同軸電纜。
- 光照上网技术（Li-Fi），是一种无需WiFi信号，使用由發光二極管把光源转换成网络信号的形式来实现互联网交接的技术。
- 光電耦合元件

被廣範使用的光電耦合元件是一種以光訊號把訊息由在兩個電氣完全隔離的電路之間傳遞，其包含了兩部份，一是光源，而另一是感光體，光源部份就是使用LED。
應用例子有：把交流市電轉換成低壓直流的交換式電源供應器，低壓輸出端必需與較高壓的輸入端在電氣上完全隔離，以確保安全，這類情況便要用光電耦合以光訊號形式讓訊號能在兩端間傳遞。同樣的情況也發生的醫療儀器上，在人體測得的訊號利用光電耦合把訊號傳至以市電供電的部份，確保與人體接觸的傳感器跟市電部份在電氣上完全隔離以達至安全需要。

### 窄波段光學感測器
可見光發光二極體與光檢測器都是使用能隙落在可見光波段的PN结，因此具有許多相同的物理特性，而將發光二極體應用在光檢測上，是早已被熟知的技藝，但直到最近，被稱為雙向發光二極體陣列方被提出，並應用在觸控面板上的接觸传感（touch-sensing）。2003年，Dietz、Yerazunis與Leigh發表的論文中，敘述了如何把發光二極體應用為便宜的檢測元件。
在此應用中，陣列中各個發光二極體被快速地被點亮、熄滅。發光二極體點亮後，發射光照射到操作者的手指或圖案，其反射光再經由熄滅狀態的發光二極體所檢測，並在反向偏壓下操作的發光二極體上，感應出電壓，接著透過微處理器讀出該感應電壓的大小，Jeff Han的網站中提供影片展示該發光二極體陣列檢測器之操作狀況。

### 引用
1. ↑  （页面存档备份，存于） (90271)LED是什么
2. ↑  .   [2006-04-25]. （原始内容存档于2006-06-13）.
3. ↑  .   [2009-03-15]. （原始内容存档于2009-02-27）.
4. ↑  .   [2012-06-24]. （原始内容存档于2012-04-15）.
5. ↑   (PDF). Nobel Prize. 2014-10-07  [2014-10-13]. （原始内容存档 (PDF)于2014-10-07）.
6. ↑  .   [2014-12-07]. （原始内容存档于2014-11-30）.
7. ↑  .   [2014-12-07]. （原始内容存档于2014-12-09）.
8. ↑  Philips Product Catalog 的存檔，存档日期2011-07-15.（German）
9. ↑  . Straits Lighting.   [2021-08-18]. （原始内容存档于2021-12-15）.
10. ↑  . 2007.
11. ↑  Federal Energy Management Program. . U.S. Department of Energy. December 2000. （原始内容存档于2007-07-02）.
12. ↑  Department of the Environment, Water, Heritage and the Arts, Australia. .   [2008-08-14]. （原始内容存档于2008-08-28）.
13. ↑  . Bulbamerica.com.   [2010-02-20]. （原始内容存档于2012-12-01）.
14. ↑  White LEDs with super-high luminous efficacy （页面存档备份，存于） physorg.com
15. ↑   （页面存档备份，存于）. Cree.com. Retrieved on 2012-03-16.
16. ↑   （页面存档备份，存于） Seattle.gov. Retrieved on 2014-08-02.
17. ↑  九廣東鐵，（2006年），〈羅湖站改善工程　第二期正式展開〉，《程趣@KCR》，2006年12月第14期第05頁。
18. ↑  .   [2006-07-05]. （原始内容存档于2021-04-18）.
19. ↑   （页面存档备份，存于） 發光二極體陣列檢測器之操作狀況。

## 外部連結
- 中的“發光二極管”
- Promises and Limitations of Light-Emitting Diodes （页面存档备份，存于） A concise University of California, Berkeley summary of the history, operation, benefits and limitations of LEDs
- Rensselaer Electrical Engineering Department （页面存档备份，存于） LED information arranged in textbook form, aimed at introductory to advanced audience